# Bogomir Špacapan
Bogomir Špacapan (tudi Bogomir Spazzapan in Mirko Špacapan), slovenski tiskarski stavec, zborovodja in kulturni delavec, * 16. januar 1922, Miren, † 30. marec 1997, Brestovica pri Komnu.

## Življenje in delo
Rodil se je v družini Albina in Hilarije Špacapan rojene Štanta. Ljudsko šolo je končal v rojstnem kraju, 4. razrede gimnazije pa v Malem semenišču v Gorici, ko je zaradi bolezni šolanje predčasno končal. Kasneje se je kot uradnik zaposlil v tržiški ladjedelnici. Vojaščino je do 9. septembra 1943, ko je italijanska vojska kapitulirala, služil na Siciliji in Južni Tirolski. Nato se je naselil v Brestovici pri Komnu. V tej vasi in bližnjih Selah na Krasu je do osvoboditve poučeval na osnovnih šolah. Po vojni je do leta 1948, ko se je izselil v Argentino, delal pri gradbenem podjetju Ragazzi v Milanu. V Argentini se je izučil za stavca, poročil z Angelco Hladnik  sestro izseljeniškega duhovnika Janeza Hladnika in se leta 1963 z družino v kateri sta se rodila sinova Bernard (*1949) in Mirko (*1953) vrnil v Gorico. Tu se je zaposlil v tiskarni Budin znani po tem, da je tiskala tudi slovenske knjige in druge publikacije.
Špacapan je že v Brestovici in Selih organiziral in učil pevske zbore. Na pevskem področju je nadaljeval tudi v Argentini med prekmurskimi izseljenci in nato v župniji sv. Jožefa v Lanusu, kjer je vodil cerkveno petje v slovenskem, italijanskem in španskem jeziku. Istočasno je vodil pevski zbor v Slovenski vasi v Lanusu in z njim uspešno nastopal tudi na prosvetnih prireditvah. Po vrnitvi v Gorico je prevzel vodenje cerkvenega pevskega zbora v Podgori, s katerim je posnel številne liturgične pesmi za Radio Trst A. Bil je med ustanovitelji goriškega pevskega zbora Mirko Filej, imenovanega po duhovniku, glasbeniku in prosvetnem delavcu Mirku Fileju. Z zborom, tudi kot režiser, je pripravil spevoigro Kovačev študent, katero so nato predstavili na Goriškem, Tržaškem in na Koroškem. Do leta 1985 je bil tudi oskrbnik Katoliškega doma v Gorici. Na prvem deželnem kongresu SSk 24. maja 1975 v Devinu je bil izvoljen za prvega deželnega predsednika stranke Slovenska skupnost.